# Thomas Harris
Thomas Harris (Jackson, Tennessee, 1940. április 11. –) amerikai író, az úgynevezett Hannibal-tetralógia szerzője.

## Élete
Thomas Harris Rich városában nőtt fel, ahol édesapjának farmja volt. Egyetemi évei alatt már elkezdett írni különböző újságoknak, majd bűnügyi tudósítóként kezdett dolgozni New Yorkban az Associated Press számára. Ez idő tájt már írt fiktív krimiket is különböző magazinoknak.
Első regénye, amelynek még nem volt köze dr. Hannibal Lecter figurájához, a Fekete vasárnap 1975-ben jelent meg. Az 1977-ben megfilmesített regény egy arab terroristák által részletesen kitervelt merénylet megakadályozásának történetét meséli el.
1981-ben jelent meg a Vörös sárkány című regény, amelyben először találkozhatott a világ dr. Hannibal Lecter pszichiáter-sorozatgyilkos kannibalisztikus alakjával, igaz, csak mellékszerepben. A regényből Michael Mann forgatott először filmet (Az embervadász, 1986), majd a Lecter-kultusznak köszönhetően 2002-ben Brett Ratner újraforgatta a Vörös sárkányt Edward Nortonnal, Ralph Fiennes-szal és Harvey Keitellel. Lecter szerepét ekkor már az az Anthony Hopkins kapta, akinek – Jonathan Demme rendezővel közösen – a Lecter-kultusz megteremtése köszönhető.
Demme ugyanis 1991-ben vitte filmvászonra Harris 1988-ban megjelent A bárányok hallgatnak című művét, amellyel végérvényesen sikerült az áttörés az amerikai írónak.
A tetralógia 1999-ben folytatódott a Hannibal című könyvvel, amelyben Lecter már egyértelműen főszereplővé válik. 2000-ben Ridley Scott rendezésében került a mozikba a regény filmváltozata.
A regényfolyam ezidáig utolsó alkotása, a Hannibal ébredése (2006) a fiatal Lecter élettörténetét meséli el. A 2007-es moziváltozatban – ellentétben a korábbi három filmmel – Hopkins egyébként már nem vállalt szerepet.

## Művei
- Black Sunday, 1975 – Fekete vasárnap; fordította: Szántó Péter; Fabula, Budapest, 1995
- Red Dragon, 1981 – Vörös sárkány; fordította: Félix Pál; Magvető, Budapest, 1990
- The Silence of the Lambs, 1988 
  - A bárányok hallgatnak; fordította: Faludi Sándor; Magvető, Budapest, 1991
  - A bárányok hallgatnak; fordította: Tótisz András; Magvető, Budapest, 2007
- Hannibal, 1999 – Hannibal; fordította: Bihari György; Magvető–Magyar Könyvklub, Budapest, 2000
- Hannibal Rising, 2006 – Hannibal ébredése; fordította: Bihari György; Magvető, Budapest, 2007
- Cari Mora 2019 – Cari Mora; fordította: Kiss Ádám; General Press Kiadó; Budapest, 2019

## Díjak
- Bram Stoker-díj, legjobb regény (1988)
- Grand prix de littérature policière (1991)